# Copa América GAF7 2024
Copa América GAF7 2024 bylo 2. ročníkem Copa América GAF7 a konalo se v kolumbijském měste Cartagena v období od 12. do 15. září 2024. Účastnilo se ho 6 týmů, které byly rozděleny do 2 skupin po 3 týmech. Každý tým navíc odehrál jeden zápas s týmem z protější skupiny. Ze skupiny pak postoupily do vyřazovací fáze první a druhý celek. Vyřazovací fáze zahrnovala 3 zápasy. Na turnaj byli pozváni mimo jiné reprezentanti Francie. Ve finále zvítězili reprezentanti Brazílie, kteří porazili výběr Ekvádoru vysoko 10:1.

## Stadion
Turnaj se hrál na jednom stadionu v jednom hostitelském městě: Deportivo Center la Cantera (Cartagena).
| Cartagena                   |
| --------------------------- |
| Deportivo Center la Cantera |
| Cartagena                   |

## Skupinová fáze
| Vysvětlivky                     |
| ------------------------------- |
| Tým postupující do semifinále   |
| Vítěz zápasu je tučně zvýrazněn |

#### Skupina A
| Tým       | Z | V | R | P | VG | IG | +/− | B |
| --------- | - | - | - | - | -- | -- | --- | - |
| Mexiko    | 3 | 2 | 1 | 0 | 14 | 9  | +5  | 7 |
| Ekvádor   | 3 | 2 | 0 | 1 | 11 | 10 | +1  | 6 |
| Guatemala | 3 | 1 | 0 | 2 | 6  | 8  | −2  | 3 |

| 13. září 2024 11:00 |       |         |                                        |
| Mexiko              | 7 : 4 | Ekvádor | Deportivo Center la Cantera, Cartagena |
|                     |       |         | Deportivo Center la Cantera, Cartagena |

| 14. září 2024 10:00 |       |         |                                        |
| Guatemala           | 0 : 3 | Ekvádor | Deportivo Center la Cantera, Cartagena |
|                     |       |         | Deportivo Center la Cantera, Cartagena |

| 14. září 2024 20:00 |       |        |                                        |
| Guatemala           | 0 : 2 | Mexiko | Deportivo Center la Cantera, Cartagena |
|                     |       |        | Deportivo Center la Cantera, Cartagena |

#### Skupina B
| Tým      | Z | V | R | P | VG | IG | +/− | B |
| -------- | - | - | - | - | -- | -- | --- | - |
| Kolumbie | 3 | 1 | 2 | 0 | 18 | 14 | +4  | 5 |
| Brazílie | 3 | 1 | 1 | 1 | 13 | 13 | 0   | 4 |
| Francie  | 3 | 0 | 0 | 3 | 8  | 19 | −11 | 0 |

| 13. září 2024 10:00 |       |          |                                        |
| Francie             | 5 : 9 | Kolumbie | Deportivo Center la Cantera, Cartagena |
|                     |       |          | Deportivo Center la Cantera, Cartagena |

| 14. září 2024 9:00 |                  |          |                                        |
| Brazílie           | 4 : 4 1 : 2 pen. | Kolumbie | Deportivo Center la Cantera, Cartagena |
|                    |                  |          | Deportivo Center la Cantera, Cartagena |

| 14. září 2024 21:00 |       |         |                                        |
| Brazílie            | 6 : 3 | Francie | Deportivo Center la Cantera, Cartagena |
|                     |       |         | Deportivo Center la Cantera, Cartagena |

#### Doplňující zápasy
| 12. září 2024 11:00 |                  |        |                                        |
| Kolumbie            | 5 : 5 0 : 2 pen. | Mexiko | Deportivo Center la Cantera, Cartagena |
|                     |                  |        | Deportivo Center la Cantera, Cartagena |

| 12. září 2024 16:00 |       |           |                                        |
| Brazílie            | 3 : 6 | Guatemala | Deportivo Center la Cantera, Cartagena |
|                     |       |           | Deportivo Center la Cantera, Cartagena |

| 12. září 2024 18:00 |       |         |                                        |
| Ekvádor             | 4 : 0 | Francie | Deportivo Center la Cantera, Cartagena |
|                     |       |         | Deportivo Center la Cantera, Cartagena |

## Vyřazovací fáze
|  | Semifinále | Semifinále      | Semifinále |  |  | Finále | Finále   | Finále |
|  |            |                 |            |  |  |        |          |        |
|  | 1          | Brazílie (pen.) | 3 (2)      |  |  |        |          |        |
|  | 4          | Mexiko          | 3 (0)      |  |  |        |          |        |
|  |            |                 |            |  |  |        | Brazílie | 10     |
|  |            |                 |            |  |  |        | Ekvádor  | 1      |
|  | 2          | Ekvádor (pen.)  | 4 (2)      |  |  |        |          |        |
|  | 3          | Kolumbie        | 4 (1)      |  |  |        |          |        |

#### Semifinále
| 15. září 2024 10:00 |                  |        |                                        |
| Brazílie            | 3 : 3 2 : 0 pen. | Mexiko | Deportivo Center la Cantera, Cartagena |
|                     |                  |        | Deportivo Center la Cantera, Cartagena |

| 15. září 2024 11:00 |                  |          |                                        |
| Ekvádor             | 4 : 4 2 : 1 pen. | Kolumbie | Deportivo Center la Cantera, Cartagena |
|                     |                  |          | Deportivo Center la Cantera, Cartagena |

#### Finále
| 15. září 2024 19:00 |        |         |                                        |
| Brazílie            | 10 : 1 | Ekvádor | Deportivo Center la Cantera, Cartagena |
|                     |        |         | Deportivo Center la Cantera, Cartagena |